# Sleepy Lion Point
Sleepy Lion Point es una península de Canadá. Se encuentra en la provincia de Terranova y Labrador, en la parte oriental del país.
El océano está cerca de Sleepy Lion Point hacia el noroeste. El punto cercano más alto está a 146 metros sobre el nivel del mar, 1 km al suroeste de Sleepy Lion Point. Alrededor de Sleepy Lion Point, está escasamente poblado, con 19 habitantes por kilómetro cuadrado. La comunidad principal más cercana es La Scie, a 5,1 km al este de Sleepy Lion Point. En el área alrededor de Sleepy Lion Point no hay muchas penínsulas que hayan sido nombradas.
El clima interior prevalece en la zona. La temperatura media anual es de 0 °C. El mes más cálido es agosto, cuando la temperatura promedio es de 15 °C, y el más frío es febrero, a -12 °C. El promedio de precipitación anual es de 1 501 milímetros. El mes más lluvioso es febrero, con un promedio de 183 mm de precipitación, y el más seco es abril, con 80 mm de lluvia.